# Стари врускавац
Стари врускавац је југословенски телевизијски филм из 2000. године. Режирао га је Милан Кнежевић а сценарио је написао Јован Радуловић на основу истоимене приповетке Светолика Ранковића.

## Улоге
| Глумац             | Улога                 |
| ------------------ | --------------------- |
| Тијана Бакић       |                       |
| Љубомир Бандовић   |                       |
| Милан Чучиловић    |                       |
| Вера Дедовић       |                       |
| Александар Дунић   |                       |
| Лепомир Ивковић    |                       |
| Иван Јагодић       |                       |
| Драгиша Милојковић |                       |
| Миодраг Милованов  | Глас старог врускавца |

Остале улоге ▼
| Глумац               | Улога |
| -------------------- | ----- |
| Ивана Ненадовић      |       |
| Данијел Сич          |       |
| Маја Вукојичић       |       |
| Предраг Вукосављевић |       |